# Милорад Пуповац
 Милорад Пуповац (Церање Доње, ФНРЈ, 5. новембар 1955.) хрватски је филолог, лингвиста и политичар, српске националности. Политички је представник српске националне мањине у Хрватској. Професор је лингвистике на Филозофском факултету Свеучилишта у Загребу. Посланик је у Хрватском сабору и председник Српског народног вијећа.

## Биографија
Рођен је у Церању Доњем крај Бенковца, у браку сеоског ветеринара Обрада и Манде. Има још троје браће и сестара. Основну школу је завршио у Задру, а гимназију у Загребу. Године 1974. уписује филозофију и лингвистику на Филозофском факултету Свеучилишту у Загребу које завршава 1979.
Године 1982. долази на Одсјек за лингвистику Филозофског факултета у Загребу у својству истраживача, а затим постаје асистент. Бави се социолингвистиком, психолингвистиком и лингвистичком прагматиком. Магистрирао је у Љубљани 1984. Године 1989, са звањем доцента, постаје руководилац новоформиране Катедре за примјењену лингвистику и оријенталне студије Филозофског факултета у Загребу, да би потом докторирао филологију.
Аутор је више радова и књига из области науке о језику. Године 1986. основао је часопис о језику „СОЛ“ у којем је био главни уредник до 1992. Године 1996. боравио је као истраживач у вашингтонском центру Вудро Вилсон (енгл. Woodrow Wilson International Center for Scholars), а 1998. и 1999. на Универзитету Корнел у Њујорку.
Један је од иницијатора оснивања Тесла штедне банке, прве српске банке у Хрватској, у којој је председник Надзорног одбора.
Председник Републике Хрватске Стјепан Месић одликовао га је 2001. године Редом хрватског плетера за допринос развоју демократије и угледа Републике Хрватске. Београдски центар за људска права уручио му је Награду „Костантин Обрадовић“ за унапређење културе људских права за 2010. годину.
Отац је Озрена и Тихане. Озрен (р. 1977) је филозоф и друштвени теоретичар који ради у Берлину и у браку је с хрватском поп-певачицом Весном Писаровић.

## Политички ангажман
Политички се ангажује 1989. године у Удружењу за југословенску демократску иницијативу, после чега оснива Лигу социјалдемократа, да би током лета 1991. са четрдесетак српских интелектуалаца из Хрватске основао Српски демократски форум с циљем спречавања рата и решавања конфликтне ситуације у Хрватској мирним путем.
На једној конференцији одржаној у Хагу у јесен 1991. јавно је подржао одвајање Хрватске од СФРЈ, да би почетком маја 1992, након изјаве да је 11.000 српске деце у Хрватској покрштено, загребачки јавни тужилац подигао оптужницу против Пуповца због изношења лажних вести или тврдњи. До суђења никада није дошло.
Почетком 1995. учествовао је у оснивању Самосталне српске странке, а потом и Акције социјалдемократа Хрватске преко чије је изборне листе на парламентарним изборима 1995. изабран у Хрватски сабор. Године 1997. његов глас је био одлучујући при изгласавању пакета уставних промена у Сабору.
Године 1997. иницирао је оснивање Српског народног вијећа као политичког, саветодавног и координативног тела Срба у Републици Хрватској. На конститутивној скупштини изабран је за председника. Исте године његова Самостална српска странка се у Вуковару припојила новооснованој Самосталној демократској српској странци (СДСС) у којој је изабран за потпредседника.
На парламентарним изборима 2000. освојио је мање гласова од Милана Ђукића из Српске народне странке и недовољно за улазак у Хрватски сабор.
На петим парламентарним изборима 2003. године по други пут улази у Сабор преко листе СДСС-а у 12. изборној јединици. У овом мандату био је председник Одбора за међупарламентарну сарадњу, члан Одбора за људска права и права националних мањина, члан Делегације Хрватскога сабора у Заједничком парламентарном одбору Републике Хрватске и Европске уније, члан Делегације Хрватскога сабора у Парламентарној скупштини Савета Европе, члан Националног одбора и заменик члана Делегације Хрватскога сабора у Скупштини Западноевропске уније. Од 2003. је члан Већа српске националне мањине Града Загреба те члан Савета за националне мањине Републике Хрватске.
На шестим парламентарним изборима 2007. године трећи пут је изабран у Сабор. У шестом сазиву Сабора био је председник Одбора за међупарламентарну сарадњу, шеф Делегације Хрватскога сабора у Парламентарној димензији Централноевропске иницијативе, члан Одбора за спољну политику, члан Одбора за унутрашњу политику и националну безбедност, члан Одбора за људска права и права националних мањина, члан Делегације Хрватскога сабора у Заједничком парламентарном одбору Републике Хрватске и Европске уније, члан Делегације Хрватског сабора у Парламентарној скупштини Савета Европе и члан Националног одбора.
На седмим парламентарним изборима 2011. године четврти пут је изабран у Сабор преко листе СДСС-а у 12. изборној јединици. У актуелном сазиву је председник Одбора за спољну политику, члан Одбора за међупарламентарну сарадњу, члан Делегације Хрватскога сабора у Заједничком парламентарном одбору Републике Хрватске и Европске уније и члан Одбора за Устав, пословник и политички систем. Хрватски сабор именовао га је 16. марта 2012. године за једног од дванаест хрватских посматрача у Европском парламенту.